# Fernand Couzinet
Fernand Couzinet (* 1. Oktober 1911 in Toulouse; † 31. August 1986 ebenda) war ein französischer Politiker der SFIO. Von 1962 bis 1967 war er Abgeordneter der Nationalversammlung.

## Leben und Laufbahn
Couzinet wuchs als Sohn eines kaufmännischen Angestellten und einer Näherin in Toulouse auf und leistete 1929 in Grenoble seinen Militärdienst, ehe er wieder in seine Heimat zurückkehrte und in Montesquieu-Volvestre in der Region um Toulouse eine Anstellung als Lehrer fand; diesen Beruf übte er aus, bis er 1962 sein Abgeordnetenmandat erhielt. Mit Beginn des Zweiten Weltkriegs wurde er 1939 mobilisiert und nahm 1940 an der Verteidigung seines Landes gegen die deutschen Truppen teil. Er überstand dies unbeschadet und kam nicht in Kriegsgefangenschaft, sodass er ab demselben Jahr seinem Lehrerberuf wieder nachgehen konnte.
Der bereits vor dem Krieg politisch aktive Couzinet, der 1930 der sozialistischen Partei SFIO beigetreten war, schaffte 1945 den Einzug in den Generalrat des Départements Haute-Garonne und wurde ein Jahr darauf zudem in den Gemeinderat von Montesquieu-Volvestre gewählt. Dem folgte wenig später die Berufung ins Amt des stellvertretenden Bürgermeisters. In den nachfolgenden Jahren erwarb er sich auf regionaler Ebene einen gewissen Ruf und erklärte sich 1962 bereit, bei den Parlamentswahlen anzutreten. Er kandidierte im fünften Wahlkreis von Haute-Garonne und stand dem zentristischen bisherigen Abgeordneten Jacques Douzans gegenüber. Im ersten Wahlgang erreichte er 33,4 %, während sein Konkurrent mit 49,4 % die absolute Mehrheit nur knapp verpasste; dennoch konnte sich Couzinet in der zweiten Runde mit 50,8 % der Stimmen durchsetzen und nahm so seinen Platz innerhalb der sozialistischen Fraktion im Pariser Parlamentsgebäude ein. Zwar trat er dort nicht groß durch eigene Gesetzentwürfe oder eine machtvolle Position in einer Arbeitsgruppe in Erscheinung, doch wurde er 1965 zu einem der Sekretäre des Parlaments gewählt. Zeitgleich führte er sein Engagement auf lokaler Ebene fort und wurde ebenfalls 1965 zum Bürgermeister von Montesquieu-Volvestre gewählt, was er bis 1974 blieb.
Bei den Wahlen 1967 bewarb sich Couzinet um eine Erneuerung seines Mandats, musste sich jedoch mit 45,2 % seinem Vorgänger Douzans geschlagen geben, der erneut angetreten war. Daraufhin entschloss er sich für einen Rückzug aus der nationalen Politik, während ihm auf regionaler Ebene im selben Jahr die Rolle des Sekretärs im Generalrat übertragen wurde. Diese Funktion behielt er, bis er sich 1976 auch aus diesem Gremium zurückzog. 1986 starb der Politiker, der zweimal verheiratet war und zwei Kinder hatte.